# Helius (Helius) albitarsis albitarsis
Helius (Helius) albitarsis albitarsis is een ondersoort van de tweevleugelige Helius (Helius) albitarsis uit de familie steltmuggen (Limoniidae). De ondersoort komt voor in het Neotropisch gebied.